# Rožmberská a schwarzenberská hrobka (Český Krumlov)
Rožmberská a schwarzenberská hrobka je pohřebiště šlechtického rodu Schwarzenbergů v kostele sv. Víta v Českém Krumlově, které navázalo na pohřbívání Rožmberků. Skládá se ze tří částí – krypty pod presbytářem, krypty pod kaplí sv. Jana Nepomuckého a hrobky srdcí v téže kapli. Ostatky nebo jen samotná srdce Schwarzenbergů a jejich manželek zde byly pohřbívány od 17. do 19. století (1670–1833).

## Historie

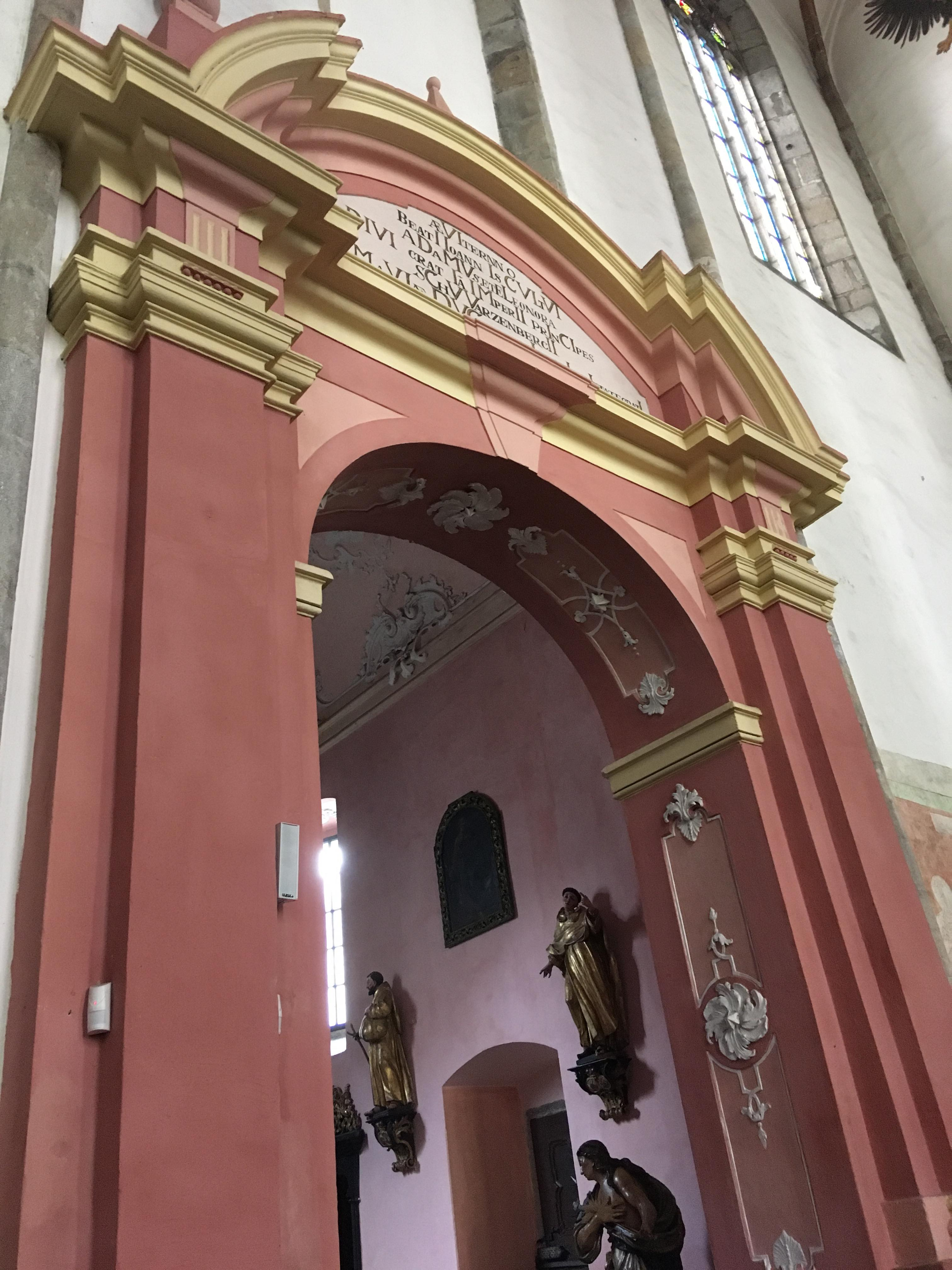
Kaple sv. Jana Nepomuckého, ve které se nachází hrob Eleonory, roz. z Lobkowicz, a hrobka srdcí schwarzenberských knížat a kněžen

Kostel sv. Víta byl postaven v letech 1407–1439 na místě staršího kostela.

### Presbytář
V kryptě pod presbytářem byly uloženy ostatky Viléma z Rožmberka (1535–1592), jeho třetí manželky Anny Marie (1562–1583) a několika Schwarzenbergů. Do hrobky se scházelo po osmi schodech.
Cínová rakev Viléma z Rožmberka byla zhotovena pražským kovářem Jaroslavem. Měřila 2,37 metru na délku, 0,82 metru na šířku a 0,61 metru na výšku. Na obou stranách byla opatřena držadly, víko zdobil cínový krucifix a dvě destičky. Na jedné byly uvedeny funkce a úřady a datum úmrtí, na druhé byl vyobrazen Řád zlatého rouna a letopočet 1592. Do rakve byl vložen meč a replika Řádu zlatého rouna.
Vilém z Rožmberka patřil k nejbohatším a nejvlivnějším velmožům druhé poloviny 16. století. Jeho významu odpovídalo i monumentální mauzoleum z červeného mramoru, které bylo postaveno v letech 1593–1597 Jiřím starším Bendlem před hlavním oltářem. Svými rozměry narušovalo vnímání presbytáře. Proto se objevovaly snahy mauzoleum upravit nebo úplně odstranit. Definitivně bylo mauzoleum odstraněno příkazem Jana Nepomuka I. ze Schwarzenbergu v roce 1783. Bohatě zdobené cínové rakve předposledního Rožmberka a jeho manželky byly prodány v roce 1785 v dražbě na starý kov a získané prostředky byly určeny k pokrytí nákladů na rozebrání mauzolea a pro kostel samotný. Ostatky byly vloženy do obyčejných dřevěných rakví.
Náhrobní desky manželů se zachovaly a byly zazděny po stranách vstupu do kaple sv. Jana Nepomuckého. Uprostřed desek je kartuše s erbem Viléma z Rožmberka, resp. Anny Marie Bádenské, obepíná ji mohutný smuteční věnec z listů vavřínu. V horní a dolní části jsou umístěny prázdné nápisové pásky vystupující nízkým reliéfem z plochy. Okraj desek obíhá latinský text psaný majuskulou:
GUILIELMUS URSINUS, DOMUS ROSENBERGICAE GUBERNATOR, AUREI VELLERIS EQUES, D. D. IMPP. FERDINANDO I. ET MAXIMILIANO II. A CONSILIIS NOSTROQUE RUDOLPHO ETIAM AB ARCANIS, SUPREMUS REGNI BOEMIAE BURGRAVIUS ETC., PRAGAE PRIDIAE CAL. SEPT. MDXCII, AETATIS SUAE ANNO LVII, VITA FUNCTUS, CUJUS ANIMA DEO VIVAT.

V překladu Vilém Ursinus, vladař domu rožmberského, rytíř zlatého rouna, rada císařů Ferdinanda I. a Maxmiliána II. i tajný rada Rudolfa II., nejvyšší purkrabí Českého království atd., zemřel v Praze 31. srpna 1592, v 57. roce svého věku. Jeho duše nechť žije v Bohu.

ANNA MARIA, MARCHIONISSA BADENSIS, COMES IN SPONHAIM ETC., PHILIBERTI MARCHIONIS BADENSIS, COMITIS IN SPONHAIM, [FILIA], DUCIS BAVARIAE ALBERTI SORORIS FILIA, GUILIELMI URSINI ROSENSIS CONJUNX, OBIIT TREBONAE ANNO MDXVIIC DIE XXV. APRILIS.

V překladu Anna Marie, markrabína bádenská, hraběnka ve Sponhaimu atd., dcera Filiberta, markraběte bádenského a hraběte ve Sponheimu, neteř bavorského vévody Albrechta, manželka Viléma Ursina z Rožmberka, zemřela v Třeboni 25. dubna léta 1583.

### Kaple sv. Jana Nepomuckého
V letech 1724–1726 byla na severní straně kostela postavena architektem Antonem Erhardem Martinellim (1684–1747) barokní kaple zasvěcená Janu Nepomuckému, který byl pár let před tím blahoslaven. Ve schwarzenberském rodě se traduje, že u hrobu Jana Nepomuckého v katedrále sv. Víta v Praze se usmířili Adam František ze Schwarzenbergu (1680–1732) a Eleonora Amálie, rozená z Lobkowicz (1682–1741) a poté se jim v roce 1722 narodil dědic. Kaple byla tedy jakýmsi projevem díků za zachování rodu. Jan Nepomucký byl později považován za hlavního patrona rodu.
V roce 1732 tragicky zemřel Adam František ze Schwarzenbergu, vdova a vykonavatelka poslední vůle rozhodla o odděleném pohřbení srdce, vnitřností a těla. To samé projevila i ve své vlastní závěti, výjimkou však bylo, že neměla být pohřbena ve Vídni, ale pod kaplí sv. Jana Nepomuckého v kostele sv. Víta v Krumlově. V letech 1743–1745 nechal Josef I. Adam ze Schwarzenbergu upravit kapli. Byl vytvořen náhrobní kámen, který kryl vstup do matčiny podzemní hrobky, s nápisem Hier liegt die arme Sünderin Eleonora. Bittet für sie. Na levé boční zdi kaple byla vytvořena hrobka srdcí v podobě  barokního oltáře ze světlého žíhaného mramoru s výklenkem pro uložení srdečních uren. Horní část zdobila dvě hořící srdce. Pod nimi byly umístěny alianční znak Schwarzenbergů a Lobkowiczů. Na desce, která kryla samotný výklenek k uložení srdcí, byl nápis:

Corda hic condita 
 Adami et Eleonorae conj. 
 principum de Schwarzenberg 
 Crumlovii ducum. 
 Josephus 
 
parentibus optimis 
 pietatis filialis 
 M. P. A. MDCCXLV

Přestože si Marie Terezie z Liechtensteinu (1721–1753) v testamentu přála mít své srdce pohřbené v hrobce srdcí, nedošlo k tomu, protože její tělo nebylo otevřeno. Důvodem mohlo být, že zemřela na pravé neštovice. Do roku 1833 spočinulo v hrobce srdcí celkem sedm srdcí vládnoucích knížat a jejich chotí. Nejstarší dvě viscerální nádoby byly vyrobeny z mědi, ostatní ze stříbra. V roce 1834 namaloval inženýr českokrumlovské knížecí stavební správy Josef Langweil několik akvarelů, ze kterých je zřejmé, že v přední části výklenku stálo ve dvou řadách sedm nádob různého tvaru na srdce a za nimi ležela na černém sametovém polštáři se zlatými střapci lebka s knížecí korunou.
Dělené pohřbívání, tedy zvlášť tělo, srdce a případně i vnitřnosti nebylo ve střední Evropě ničím neobvyklým. Lze se s ním setkat u Wittelsbachů, Evžena Savojského nebo u Habsburků. Ti nejspíše Schwarzenbergy inspirovali. 

## Seznam pohřbených chronologicky podle úmrtí

### Rožmberkové
Renesanční velmož Vilém z Rožmberka a už předtím jeho třetí manželka byli pohřbeni v kostele sv. Víta. Přestože se uvádí, že Vilém z Rožmberka toužil být pohřben v Českém Krumlově, protože se z něj stalo kvetoucí kulturní, hospodářské a politické centrum, důvod může být prozaičtější. Po úmrtí jeho druhé manželky v roce 1564 se naplnila kapacita Rožmberské hrobky v cisterciáckém klášteře ve Vyšším Brodě, který byl hlavním pohřebištěm Rožmberků už od 13. století. Vilémův bratr a dědic titulu vladaře domu rožmberského Petr Vok si chtěl jako nekatolík zbudovat vlastní hrobku v kostele sv. Trojice (sv. Jošta) v Českém Krumlově, ovšem v roce 1601 byl donucen kvůli vysokým dluhům Český Krumlov prodat císaři Rudolfu II., proto se rozhodl pro pohřby ve Vyšším Brodě. Před pohřbem jeho manželky Kateřiny z Ludanic, která zemřela v roce 1601, pravděpodobně došlo k přeorganizování rakví a ostatků v pohřební komoře, aby se tam vešly rakve nebo cínové sarkofágy pro poslední dva pohřby.
V tabulce jsou uvedeny základní informace o pohřbených. Fialově jsou vyznačeni příslušníci rodu Rožmberků, žlutě manželky, pokud zde byly pohřbeny. Generace jsou počítány od Vítka I. z Prčice († 1194). U manželek je generace v závorce a týká se generace manžela. 
| Pořadí | Gene-race | Jméno pohřbeného    | Datum a místo narození                                                                                 | Otec                                                                | Datum a místo sňatku, choť                                                           | Pohřeb a uložení do hrobky | Poznámky |
| Pořadí | Gene-race | Jméno pohřbeného    | Datum a místo úmrtí                                                                                    | Matka                                                               | Datum a místo sňatku, choť                                                           | Pohřeb a uložení do hrobky | Poznámky |
| ------ | --------- | ------------------- | --- | ------------------------------------------------------------------- | ------------------------------------------------------------------------------------ | --- | --- |
| x583.  | (12).     | Anna Marie Bádenská | 22. 5. 1562                                                                                            | Filibert Bádenský 22. 1. 1536 Baden-Baden – 3. 10. 1569 Montcontour | 27. 1. 1578 Český Krumlov: Vilém z Rožmberka (č. x592)                               | Pohřbena 3. 5. 1583, její vnitřnosti byly uloženy v hrobce v augustiniánském kostele sv. Jiljí v Třeboni. | Bezdětná. |
| x583.  | (12).     | Anna Marie Bádenská | 25. 4. 1583 Třeboň                                                                                     | Mechtilda Bavorská 12. 7. 1532 – 2. 11. 1565 Baden-Baden            | 27. 1. 1578 Český Krumlov: Vilém z Rožmberka (č. x592)                               | Pohřbena 3. 5. 1583, její vnitřnosti byly uloženy v hrobce v augustiniánském kostele sv. Jiljí v Třeboni. | Bezdětná. |
| x592.  | 12.       | Vilém z Rožmberka   | 10. 3. 1535 zámek Schützendorf, Horní Rakousy                                                          | Jošt III. z Rožmberka 30. 6. 1488 – 15. 10. 1539                    | 28. 2. 1557 Münden: Kateřina Brunšvická 28.5. 1534 Münden – 10. 5. 1559 Karlovy Vary | Tělo bylo vystaveno několik týdnů v bazilice sv. Jiří na Pražském hradě, 26. 10. bylo přesunuto do kostela sv. Tomáše na Malé Straně, následující den se průvod vydal do jižních Čech, od 3. 11. bylo tělo vystaveno v klášterním kostele minoritů v Českém Krumlově a nakonec 10. 12. uloženo do hrobky v kostele sv. Víta. | 11. vladař domu rožmberského (1551–1592), nejvyšší zemský komorník (1560–1570) a nejvyšší purkrabí Českého království (1570–1592). Zemřel ve věku 57 let v pražském Rožmberském paláci. První a druhá manželka byly pohřbeny v Rožmberské hrobce ve Vyšebrodském klášteře. Čtvrtá manželka byla pohřbena v Lobkowiczké hrobce v Roudnici nad Labem. |
| x592.  | 12.       | Vilém z Rožmberka   | 14. 12. 1561 Berlín: Žofie Braniborská z Hohenzollernu 14. 12. 1541 Berlín – 27. 6. 1564 Český Krumlov |                                                                     |                                                                                      | Tělo bylo vystaveno několik týdnů v bazilice sv. Jiří na Pražském hradě, 26. 10. bylo přesunuto do kostela sv. Tomáše na Malé Straně, následující den se průvod vydal do jižních Čech, od 3. 11. bylo tělo vystaveno v klášterním kostele minoritů v Českém Krumlově a nakonec 10. 12. uloženo do hrobky v kostele sv. Víta. | 11. vladař domu rožmberského (1551–1592), nejvyšší zemský komorník (1560–1570) a nejvyšší purkrabí Českého království (1570–1592). Zemřel ve věku 57 let v pražském Rožmberském paláci. První a druhá manželka byly pohřbeny v Rožmberské hrobce ve Vyšebrodském klášteře. Čtvrtá manželka byla pohřbena v Lobkowiczké hrobce v Roudnici nad Labem. |
| x592.  | 12.       | Vilém z Rožmberka   | 31. 8. 1592 Praha                                                                                      | Anna z Rogendorfu asi 1500 – 5. 10. 1562                            | 27. 1. 1578 Český Krumlov: Anna Marie Bádenská (č. x583)                             | Tělo bylo vystaveno několik týdnů v bazilice sv. Jiří na Pražském hradě, 26. 10. bylo přesunuto do kostela sv. Tomáše na Malé Straně, následující den se průvod vydal do jižních Čech, od 3. 11. bylo tělo vystaveno v klášterním kostele minoritů v Českém Krumlově a nakonec 10. 12. uloženo do hrobky v kostele sv. Víta. | 11. vladař domu rožmberského (1551–1592), nejvyšší zemský komorník (1560–1570) a nejvyšší purkrabí Českého království (1570–1592). Zemřel ve věku 57 let v pražském Rožmberském paláci. První a druhá manželka byly pohřbeny v Rožmberské hrobce ve Vyšebrodském klášteře. Čtvrtá manželka byla pohřbena v Lobkowiczké hrobce v Roudnici nad Labem. |
| x592.  | 12.       | Vilém z Rožmberka   | 31. 8. 1592 Praha                                                                                      | 11. 1. 1587 Praha: Polyxena z Pernštejna 1566 – 24. 5. 1642 Praha   |                                                                                      | Tělo bylo vystaveno několik týdnů v bazilice sv. Jiří na Pražském hradě, 26. 10. bylo přesunuto do kostela sv. Tomáše na Malé Straně, následující den se průvod vydal do jižních Čech, od 3. 11. bylo tělo vystaveno v klášterním kostele minoritů v Českém Krumlově a nakonec 10. 12. uloženo do hrobky v kostele sv. Víta. | 11. vladař domu rožmberského (1551–1592), nejvyšší zemský komorník (1560–1570) a nejvyšší purkrabí Českého království (1570–1592). Zemřel ve věku 57 let v pražském Rožmberském paláci. První a druhá manželka byly pohřbeny v Rožmberské hrobce ve Vyšebrodském klášteře. Čtvrtá manželka byla pohřbena v Lobkowiczké hrobce v Roudnici nad Labem. |

### Schwarzenbergové
V tabulce jsou uvedeny základní informace o pohřbených. Fialově jsou vyznačeni příslušníci rodu Schwarzenbergů, žlutě manželky, pokud zde byly pohřbeny. Červeně jsou zvýrazněny osoby, jejichž srdce zde byla uložena, zatímco zbytek těla odpočívá na jiných pohřebištích. Modře je označen a zároveň má zvláštní číslování Jan Kristián I. z Eggenbergu, který zde byl pohřben jen dočasně. Generace jsou počítány od Erkingera ze Schwarzenbergu (1362–1437), který byl v roce 1429 povýšen do stavu svobodných pánů. U manželek je generace v závorce a týká se generace manžela. 
| Pořadí | Gene-race | Jméno pohřbeného                                  | Datum a místo narození                  | Otec | Datum a místo sňatku, choť                                                                           | Pohřeb a uložení do hrobky | Poznámky |
| Pořadí | Gene-race | Jméno pohřbeného                                  | Datum a místo úmrtí                     | Matka | Datum a místo sňatku, choť                                                                           | Pohřeb a uložení do hrobky | Poznámky |
| ------ | --------- | ------------------------------------------------- | --------------------------------------- | --- | --- | --- | --- |
| 1.     | 8.        | Johana Marie ze Schwarzenbergu (z lutyšské větve) | 1. 9. 1636                              | Edmund III. ze Schwarzenbergu 2. 1. 1578 – 17. 12. 1635 / červen 1656                                      | | Pohřbena pod presbytářem kostela. Tělo a vnitřnosti byly zvlášť. | |
| 1.     | 8.        | Johana Marie ze Schwarzenbergu (z lutyšské větve) | 17. 2. 1670 Český Krumlov               | Marie d'Arschot de Riviere 26. 4. 1606 – 22. 4. 1651                                                       | | Pohřbena pod presbytářem kostela. Tělo a vnitřnosti byly zvlášť. | |
| x710.  | (10.)     | Jan Kristián I. z Eggenbergu                      | 7. 9. 1641                              | Jan Antonín I. z Eggenbergu 5. 2. 1610 Vídeň – 12. 2. 1649 Lublaň                                          | 21. 2. 1666 Vídeň: Marie Arnoštka (Marie Ernestina) ze Schwarzenbergu 1649 Brusel – 4. 4. 1719 Vídeň | Z pražského paláce byl dopraven do Českého Krumlova, pohřební mše se konala v zámecké kapli. V kostele sv. Víta byl pohřben jen dočasně, než byl zhotoven cínový sarkofág. V září 1711 byly ostatky převezeny do rodinné eggenberské hrobky v minoritském kostele Panny Marie Pomocné ve Štýrském Hradci. | 3. kníže z Eggenbergu a 3. vévoda krumlovský (1649–1710). Manželka byla pohřbena ve Schwarzenberské hrobce v augustiniánském kostele ve Vídni. |
| x710.  | (10.)     | Jan Kristián I. z Eggenbergu                      | 14. 12. 1710 Praha-Hradčany             | Anna Marie Braniborsko-Bayreuthská 30. 12. 1609 – 8. 5. 1680                                               | 21. 2. 1666 Vídeň: Marie Arnoštka (Marie Ernestina) ze Schwarzenbergu 1649 Brusel – 4. 4. 1719 Vídeň | Z pražského paláce byl dopraven do Českého Krumlova, pohřební mše se konala v zámecké kapli. V kostele sv. Víta byl pohřben jen dočasně, než byl zhotoven cínový sarkofág. V září 1711 byly ostatky převezeny do rodinné eggenberské hrobky v minoritském kostele Panny Marie Pomocné ve Štýrském Hradci. | 3. kníže z Eggenbergu a 3. vévoda krumlovský (1649–1710). Manželka byla pohřbena ve Schwarzenberské hrobce v augustiniánském kostele ve Vídni. |
| 2.     | 11.       | Adam František ze Schwarzenbergu                  | 25. 9. 1680 Linec                       | Ferdinand Vilém Eusebius ze Schwarzenbergu 23. 5. 1652 Brusel – 22. 10. 1703 Vídeň                         | 13. 12. 1701 Vídeň: Eleonora Amálie z Lobkowicz (č. 3)                                               | Zde v hrobce srdcí v kostele sv. Víta bylo 25. 6. 1732 uloženo pouze jeho srdce. Urna má tvar nízkého kotlíku s poklicí. Tělo bylo pohřbeno ve Schwarzenberské hrobce v augustiniánském kostele ve Vídni a vnitřnosti v hrobce v augustiniánském kostele sv. Jiljí v Třeboni.                             | 3. kníže ze Schwarzenbergu (1703–1732) a 8. vévoda krumlovský (1723–1732), nejvyšší císařský maršálek (1711–1722), nejvyšší císařský štolba (1722–1732) a dědic eggenberského majetku. V roce 1732 jej během tzv. Císařského honu u Brandýsa nad Labem smrtelně postřelil císař Karel VI. |
| 2.     | 11.       | Adam František ze Schwarzenbergu                  | 11. 6. 1732 Brandýs nad Labem           | Marie Anna ze Sulzu 23. 10. 1653 Tiengen – 18. 7. 1698 Vídeň                                               | 13. 12. 1701 Vídeň: Eleonora Amálie z Lobkowicz (č. 3)                                               | Zde v hrobce srdcí v kostele sv. Víta bylo 25. 6. 1732 uloženo pouze jeho srdce. Urna má tvar nízkého kotlíku s poklicí. Tělo bylo pohřbeno ve Schwarzenberské hrobce v augustiniánském kostele ve Vídni a vnitřnosti v hrobce v augustiniánském kostele sv. Jiljí v Třeboni.                             | 3. kníže ze Schwarzenbergu (1703–1732) a 8. vévoda krumlovský (1723–1732), nejvyšší císařský maršálek (1711–1722), nejvyšší císařský štolba (1722–1732) a dědic eggenberského majetku. V roce 1732 jej během tzv. Císařského honu u Brandýsa nad Labem smrtelně postřelil císař Karel VI. |
| 3.     | (11.)     | Eleonora Amálie z Lobkowicz                       | 20. 6. 1682 Vídeň                       | Ferdinand August z Lobkowicz 7. 9. 1655 Neustadt an der Waldnaab – 3. 10. 1715 Vídeň                       | 13. 12. 1701 Vídeň: Adam František ze Schwarzenbergu (č. 2)                                          | Tělo bylo pohřbeno pod kaplí sv. Jana Nepomuckého a vnitřnosti v hrobce v augustiniánském kostele sv. Jiljí v Třeboni. | „Upíří princezna“, kněžna ze Schwarzenbergu. Narodily se jí následující děti: - 1. Marie Anna, provd. Bádenská (1706–1755) - 2. Josef I. Adam (1722–1782; č. 5) |
|        | (11.)     | Eleonora Amálie z Lobkowicz                       | 5. 5. 1741 Vídeň                        | Marie Anna z Baden-Badenu a Hochbergu 8. 9. 1655 Baden – 22. 8. 1701 Cheb                                  | 13. 12. 1701 Vídeň: Adam František ze Schwarzenbergu (č. 2)                                          | Zde v hrobce srdcí v kostele sv. Víta bylo zvlášť uloženo její srdce. Urna má tvar nízkého kotlíku s poklicí. | „Upíří princezna“, kněžna ze Schwarzenbergu. Narodily se jí následující děti: - 1. Marie Anna, provd. Bádenská (1706–1755) - 2. Josef I. Adam (1722–1782; č. 5) |
| 4.     | 13.       | František Josef ze Schwarzenbergu                 | 8. 8. 1749                              | Josef I. Adam ze Schwarzenbergu (č. 5)                                                                     | | Pohřben pod presbytářem. V rakvi byla vložena dřevěná nádoba, která obsahovala měděné schránky s jeho vnitřnostmi a srdcem. | |
| 4.     | 13.       | František Josef ze Schwarzenbergu                 | 14. 8. 1750                             | Marie Terezie z Liechtensteinu 28. 12. 1721 – 19. 1. 1753 Vídeň                                            | | Pohřben pod presbytářem. V rakvi byla vložena dřevěná nádoba, která obsahovala měděné schránky s jeho vnitřnostmi a srdcem. | |
| 5.     | 12.       | Josef I. Adam ze Schwarzenbergu                   | 15. 12. 1712 Vídeň                      | Adam František ze Schwarzenbergu (č. 2)                                                                    | 22. 8. 1741 Bohosudov u Teplic: Marie Terezie z Liechtensteinu 28. 12. 1721 – 19. 1. 1753 Vídeň      | Zde v hrobce srdcí v kostele sv. Víta bylo uloženo pouze jeho srdce. Urna má tvar poháru na podnožkách s bohatě zdobeným víkem. Tělo bylo pohřbeno ve Schwarzenberské hrobce v augustiniánském kostele ve Vídni a vnitřnosti v hrobce v augustiniánském kostele sv. Jiljí v Třeboni.                      | 4. kníže ze Schwarzenbergu a 9. vévoda krumlovský (1732–1782) |
| 5.     | 12.       | Josef I. Adam ze Schwarzenbergu                   | 17. 2. 1782 Vídeň                       | Eleonora Amálie z Lobkowicz (č. 3)                                                                         | 22. 8. 1741 Bohosudov u Teplic: Marie Terezie z Liechtensteinu 28. 12. 1721 – 19. 1. 1753 Vídeň      | Zde v hrobce srdcí v kostele sv. Víta bylo uloženo pouze jeho srdce. Urna má tvar poháru na podnožkách s bohatě zdobeným víkem. Tělo bylo pohřbeno ve Schwarzenberské hrobce v augustiniánském kostele ve Vídni a vnitřnosti v hrobce v augustiniánském kostele sv. Jiljí v Třeboni.                      | 4. kníže ze Schwarzenbergu a 9. vévoda krumlovský (1732–1782) |
| 6.     | 13.       | Jan Nepomuk I. ze Schwarzenbergu                  | 3. 7. 1742 Postoloprty                  | Josef I. Adam ze Schwarzenbergu (č. 5)                                                                     | 14. 7. 1768 Vídeň-Schönbrunn: Marie Eleonora z Oettingen-Wallersteinu (č. 7)                         | Zde v hrobce srdcí v kostele sv. Víta bylo uloženo pouze jeho srdce. Urna má tvar antické vázy. Tělo bylo původně pohřbeno 8. 11. 1789 ve hřbitovním kostele sv. Jiljí v Domaníně, do nové knížecí hrobky v Domaníně byla rakev s ostatky uložena 30. 7. 1877.                                            | 5. kníže ze Schwarzenbergu a 10. vévoda krumlovský (1782–1789). Zemřel ve věku 47 let na zápal jater. |
| 6.     | 13.       | Jan Nepomuk I. ze Schwarzenbergu                  | 5. 11. 1789 Hluboká nad Vltavou (zámek) | Marie Terezie z Liechtensteinu 28. 12. 1721 – 19. 1. 1753 Vídeň                                            | 14. 7. 1768 Vídeň-Schönbrunn: Marie Eleonora z Oettingen-Wallersteinu (č. 7)                         | Zde v hrobce srdcí v kostele sv. Víta bylo uloženo pouze jeho srdce. Urna má tvar antické vázy. Tělo bylo původně pohřbeno 8. 11. 1789 ve hřbitovním kostele sv. Jiljí v Domaníně, do nové knížecí hrobky v Domaníně byla rakev s ostatky uložena 30. 7. 1877.                                            | 5. kníže ze Schwarzenbergu a 10. vévoda krumlovský (1782–1789). Zemřel ve věku 47 let na zápal jater. |
| 7.     | (13.)     | Marie Eleonora z Oettingen-Wallersteinu           | 22. 5. 1747 Wallerstein                 | Filip Karel z Oettingen-Oettingenu a Oettingen-Wallersteinu 17. 3. 1722 Augsburg – 14. 4. 1766 Wallerstein | 14. 7. 1768 Vídeň-Schönbrunn: Jan Nepomuk I. ze Schwarzenbergu (č. 4)                                | Zde v hrobce srdcí v kostele sv. Víta bylo uloženo pouze její srdce. Urna má soudkový tvar. Tělo bylo původně pohřbeno ve hřbitovním kostele sv. Jiljí v Domaníně, do nové knížecí hrobky byla rakev s ostatky uložena 30. 7. 1877.                                                                       | Kněžna ze Schwarzenbergu. Narodily se jí následující děti: - 1. Josef II. (1769–1833; pohřben v kostele sv. Jiljí a od roku 1877 ve Schwarzenberské hrobce v Domaníně) - 2. Jan (1770–1779; pohřben v hrobce v augustiniánském kostele ve Vídni) - 3. Karel I. Filip (1771–1820; pohřben v kostele sv. Jiljí v Domaníně u Třeboně, od roku 1865 ve Schwarzenberské hrobce na Orlíku), zakladatel schwarzenberské sekundogenitury, tzv. orlické větve - 4. Antonín (1772–1775; pohřben v hrobce v augustiniánském kostele ve Vídni) - 5. František (1773–1789; pohřben v kostele sv. Jiljí a od roku 1877 ve Schwarzenberské hrobce v Domaníně) - 6. Arnošt (1773–1821) - 7. Bedřich (1774–1795; pohřben v kostele sv. Vavřince ve Weinheimu) - 8. Marie Karolína, provd. z Lobkowicz (1775–1816; pohřbena v Lobkowiczké hrobce v Roudnici nad Labem) - 9. Eleonora Karolina (1777–1782; pohřbena v hrobce v augustiniánském kostele ve Vídni) - 10. Marie Alžběta (1778–1791; pohřben v kostele sv. Jiljí a od roku 1877 ve Schwarzenberské hrobce v Domaníně) - 11. Marie Terezie, provd. z Fürstenbergu (1780–1870; pohřbena ve Fürstenberské hrobce v Altweitře) - 12. Jan (1782–1783; pohřben v hrobce v augustiniánském kostele ve Vídni) - 13. Eleonora Žofie (1783–1846; pohřbena v kostele sv. Jiljí a od roku 1877 ve Schwarzenberské hrobce v Domaníně) |
| 7.     | (13.)     | Marie Eleonora z Oettingen-Wallersteinu           | 25. 12. 1797 Vídeň                      | Charlotta Juliana z Oettingen-Baldernu 25. 10. 1728 Baldern – 2. 1. 1791 Markt-Bissingen                   | 14. 7. 1768 Vídeň-Schönbrunn: Jan Nepomuk I. ze Schwarzenbergu (č. 4)                                | Zde v hrobce srdcí v kostele sv. Víta bylo uloženo pouze její srdce. Urna má soudkový tvar. Tělo bylo původně pohřbeno ve hřbitovním kostele sv. Jiljí v Domaníně, do nové knížecí hrobky byla rakev s ostatky uložena 30. 7. 1877.                                                                       | Kněžna ze Schwarzenbergu. Narodily se jí následující děti: - 1. Josef II. (1769–1833; pohřben v kostele sv. Jiljí a od roku 1877 ve Schwarzenberské hrobce v Domaníně) - 2. Jan (1770–1779; pohřben v hrobce v augustiniánském kostele ve Vídni) - 3. Karel I. Filip (1771–1820; pohřben v kostele sv. Jiljí v Domaníně u Třeboně, od roku 1865 ve Schwarzenberské hrobce na Orlíku), zakladatel schwarzenberské sekundogenitury, tzv. orlické větve - 4. Antonín (1772–1775; pohřben v hrobce v augustiniánském kostele ve Vídni) - 5. František (1773–1789; pohřben v kostele sv. Jiljí a od roku 1877 ve Schwarzenberské hrobce v Domaníně) - 6. Arnošt (1773–1821) - 7. Bedřich (1774–1795; pohřben v kostele sv. Vavřince ve Weinheimu) - 8. Marie Karolína, provd. z Lobkowicz (1775–1816; pohřbena v Lobkowiczké hrobce v Roudnici nad Labem) - 9. Eleonora Karolina (1777–1782; pohřbena v hrobce v augustiniánském kostele ve Vídni) - 10. Marie Alžběta (1778–1791; pohřben v kostele sv. Jiljí a od roku 1877 ve Schwarzenberské hrobce v Domaníně) - 11. Marie Terezie, provd. z Fürstenbergu (1780–1870; pohřbena ve Fürstenberské hrobce v Altweitře) - 12. Jan (1782–1783; pohřben v hrobce v augustiniánském kostele ve Vídni) - 13. Eleonora Žofie (1783–1846; pohřbena v kostele sv. Jiljí a od roku 1877 ve Schwarzenberské hrobce v Domaníně) |
| 8.     | (14.)     | Pauline (Pavlína) Charlotte z Arenbergu           | 2. 9. 1774 Brusel                       | Ludvík Engelbert z Arenbergu 1750–1820                                                                     | 25. 5. 1794 zámek Heverlé: Josef II. ze Schwarzenbergu (č. 9)                                        | Zde v hrobce srdcí v kostele sv. Víta bylo uloženo pouze její srdce. Urna má tvar srdce. Tělo bylo původně pohřbeno ve hřbitovním kostele sv. Jiljí v Domaníně, do nové knížecí hrobky byla rakev s ostatky uložena 30. 7. 1877.                                                                          | Kněžna ze Schwarzenbergu. Uhořela, když čekala 10. dítě. Narodily se jí následující děti: - 1. Marie Eleonora provd. Windisch-Grätzová (1796–1848; pohřbena v kostele sv. Václava v Tachově a později v hrobce Windisch-Graetzů v kladrubském klášteře) - 2. Marie Paulina, provd. Schönburg-Hartensteinová (1798–1821; pohřbena v kostele sv. Jiljí a od roku 1877 ve Schwarzenberské hrobce v Domaníně) - 3. Jan Adolf II. (1799–1888; pohřben ve Schwarzenberské hrobce v Domaníně) - 4. Felix (1800–1852; pohřben v kostele sv. Jiljí a od roku 1877 ve Schwarzenberské hrobce v Domaníně) - 5. Ludovika Eleonora, provd. Schönburg-Hartensteinová (1803–1884; pohřbena na hřbitově v Bad Ischlu) - 6. Marie Matylda (1804–1886; pohřbena ve Schwarzenberské hrobce v Domaníně) - 7. Marie Karolina, provd. Bretzenheim-Regéczová (1806–1875) - 8. Marie Anna Berta, provd. Lobkowiczová (1807–1883; pohřbena v Lobkowiczké hrobce v Hoříně) - 9. Bedřich (1809–1885; pohřben v katedrále sv. Víta v Praze), pražský arcibiskup a kardinál |
| 8.     | (14.)     | Pauline (Pavlína) Charlotte z Arenbergu           | 1. 7. 1810 Paříž                        | Luisa Paulina de Brancas-Villars 1755–1812                                                                 | 25. 5. 1794 zámek Heverlé: Josef II. ze Schwarzenbergu (č. 9)                                        | Zde v hrobce srdcí v kostele sv. Víta bylo uloženo pouze její srdce. Urna má tvar srdce. Tělo bylo původně pohřbeno ve hřbitovním kostele sv. Jiljí v Domaníně, do nové knížecí hrobky byla rakev s ostatky uložena 30. 7. 1877.                                                                          | Kněžna ze Schwarzenbergu. Uhořela, když čekala 10. dítě. Narodily se jí následující děti: - 1. Marie Eleonora provd. Windisch-Grätzová (1796–1848; pohřbena v kostele sv. Václava v Tachově a později v hrobce Windisch-Graetzů v kladrubském klášteře) - 2. Marie Paulina, provd. Schönburg-Hartensteinová (1798–1821; pohřbena v kostele sv. Jiljí a od roku 1877 ve Schwarzenberské hrobce v Domaníně) - 3. Jan Adolf II. (1799–1888; pohřben ve Schwarzenberské hrobce v Domaníně) - 4. Felix (1800–1852; pohřben v kostele sv. Jiljí a od roku 1877 ve Schwarzenberské hrobce v Domaníně) - 5. Ludovika Eleonora, provd. Schönburg-Hartensteinová (1803–1884; pohřbena na hřbitově v Bad Ischlu) - 6. Marie Matylda (1804–1886; pohřbena ve Schwarzenberské hrobce v Domaníně) - 7. Marie Karolina, provd. Bretzenheim-Regéczová (1806–1875) - 8. Marie Anna Berta, provd. Lobkowiczová (1807–1883; pohřbena v Lobkowiczké hrobce v Hoříně) - 9. Bedřich (1809–1885; pohřben v katedrále sv. Víta v Praze), pražský arcibiskup a kardinál |
| 9.     | 14.       | Josef II. Jan Nepomuk ze Schwarzenbergu           | 27. 6. 1769 Vídeň                       | Jan Nepomuk I. ze Schwarzenbergu (č. 6)                                                                    | 25. 5. 1794 zámek Heverlé: Pauline (Pavlína) Charlotte z Arenbergu (č. 8)                            | Zde v hrobce srdcí v kostele sv. Víta bylo uloženo pouze jeho srdce. Urna má tvar nízkého poháru. Tělo bylo původně pohřbeno 23. 12. 1833 ve hřbitovním kostele sv. Jiljí v Domaníně a do nové knížecí hrobky byla rakev s jeho ostatky uložena 30. 7. 1877.                                              | 6. kníže ze Schwarzenbergu a 11. vévoda krumlovský (1789–1833), zakladatel schwarzenberské primogenitury. |
| 9.     | 14.       | Josef II. Jan Nepomuk ze Schwarzenbergu           | 19. 12. 1833 Hluboká nad Vltavou        | Marie Eleonora z Oettingen-Wallersteinu (č. 7)                                                             | 25. 5. 1794 zámek Heverlé: Pauline (Pavlína) Charlotte z Arenbergu (č. 8)                            | Zde v hrobce srdcí v kostele sv. Víta bylo uloženo pouze jeho srdce. Urna má tvar nízkého poháru. Tělo bylo původně pohřbeno 23. 12. 1833 ve hřbitovním kostele sv. Jiljí v Domaníně a do nové knížecí hrobky byla rakev s jeho ostatky uložena 30. 7. 1877.                                              | 6. kníže ze Schwarzenbergu a 11. vévoda krumlovský (1789–1833), zakladatel schwarzenberské primogenitury. |